# Naturbahnrodel-Junioreneuropameisterschaft 1992
Die 19. FIL-Naturbahnrodel-Junioreneuropameisterschaft fand vom 15. bis 16. Februar 1992 in Stange in Italien statt. Am Samstag, dem 15. Februar, wurden die ersten beiden Wertungsläufe in den Einsitzerbewerben ausgetragen, am Sonntag, dem 16. Februar, der dritte Wertungslauf im Einsitzer und anschließend beide Wertungsläufe im Doppelsitzer.

## Technische Daten der Naturrodelbahn
| Name                   | Naturrodelbahn Reifenegg |
| Start                  | 1110 m s.l.m.            |
| Ziel                   | 0.960 m s.l.m.           |
| Höhendifferenz         | 0.150 m                  |
| Minimales Gefälle      | 0.005 %                  |
| Maximales Gefälle      | 0.024 %                  |
| Durchschnittl. Gefälle | 0.012,83 %               |
| Länge                  | 1.081,7 m                |

## Einsitzer Herren
| Platz | Name                  | Zeit |
| ----- | --------------------- | ---- |
| 01    | Herbert Pilz          | ?    |
| 02    | Martin Gruber         | ?    |
| 03    | Christian Blasbichler | ?    |
| 04    | Armin Reinstadler     | ?    |
| 05    | Gustav Gögele         | ?    |
| 06    | Günther Meraner       | ?    |
| 07    | Roland Ploner         | ?    |
| 08    | Andi Ruetz            | ?    |
| 09    | Simon Meinschad       | ?    |
| 10    | Martin Mader          | ?    |

39 Rodler kamen in die Wertung.

## Einsitzer Damen
| Platz | Name                   | Zeit |
| ----- | ---------------------- | ---- |
| 01    | Beatrix Mahlknecht     | ?    |
| 02    | Elvira Holzknecht      | ?    |
| 03    | Sonja Steinacher       | ?    |
| 04    | Irene Mitterstieler    | ?    |
| 05    | Manuela Reiterer       | ?    |
| 06    | Marion Mittelberger    | ?    |
| 07    | Sandra Mariner         | ?    |
| 08    | Joanna Korzeniowska    | ?    |
| 09    | Larissa Michajlowskaja | ?    |
| 10    | Lilija Tamkajewa       | ?    |

18 Rodlerinnen kamen in die Wertung.

## Doppelsitzer
| Platz | Name                                  | Zeit |
| ----- | ------------------------------------- | ---- |
| 01    | Martin Schneebauer – Peter Braunegger | ?    |
| 02    | Herbert Pilz – Andi Ruetz             | ?    |
| 03    | Hugo Bachmann – Arthur Künig          | ?    |
| 04    | Tscheslaw Schumilow – Georgi Worobjow | ?    |
| 05    | Fabio Minuzzi – Umberto Vierin        | ?    |
| 06    | Christian Eder – Roland Kallan        | ?    |
| 07    | Martin Mader – Thomas Haslwanter      | ?    |
| 08    | Stefano Giansetto – Daniele Pieiller  | ?    |
| 09    | Wladislaw Mironow – Murawjow          | ?    |
| 10    | Damian Hryńko – Jerzy Chwalik         | ?    |

Zehn Doppelsitzer kamen in die Wertung.

## Medaillenspiegel
| Platz | Land       | Gold | Silber | Bronze | Gesamt |
| ----- | ---------- | ---- | ------ | ------ | ------ |
| 1.    | Österreich | 2    | 2      | —      | 4      |
| 2.    | Italien    | 1    | 1      | 3      | 5      |